# Glucosiltransferasa
Las glucosiltransferasas son un tipo de enzimas que catalizan la transferencia de residuos de glucosa. Gracias a ellos se realiza la síntesis de Polisacáridos debido a la acumulación de estos residuos.
Ejemplos incluidos:
- Glucógeno sintasa
- Glucógeno fosforilasa
- Galactosildiacilglicerol alfa-2,3-sialiltransferasa

Están categorizados bajo Número EC 2.4.1.